# شاریپوو (شهرستان کالتاسینسکی، باشقیرستان)
شاریپوو (انگلیسی: Sharipovo, Kaltasinsky District, Republic of Bashkortostan) یک شهرک در شهرستان کالتاسینسکی استان باشقیرستان کشور روسیه است.